# Chi Cá ngão
Chi Cá ngão (danh pháp khoa học: Chanodichthys) là một chi cá dạng cá chép, bao gồm 5 loài đã được công nhận. Tên gọi khoa học có nguồn gốc từ tiếng Hy Lạp chanos nghĩa là "sâu thẳm, miệng mở, rộng lớn", và ichthys nghĩa là "cá" và điều này phù hợp với định nghĩa cá ngão (Ngão: Loài cá sông mồm rộng. Mồm rộng như mồm cá ngão.) của Việt Nam tự điển .
Chanodichthys có quan hệ họ hàng gần với Culter và một số loài đã từng dược di chuyển giữa các chi này. Phân tích phát sinh chủng loài của Tang et al. (2013) cho thấy Chanodichthys, Culter và Ancherythroculter như định nghĩa hiện tại là đa ngành, với mối quan hệ như sau:
- Nhánh 1: Ancherythroculter nigrocauda + Culter dabryi + Culter alburnus (loài điển hình chi Culter) + Chanodichthys erythropterus (cá thiểu).
- Nhánh 2: Chanodichthys mongolicus (loài điển hình chi Chanodichthys) + Ancherythroculter daovantieni + Culter flavipinis (cá ngão, cá ngão gù, cá mè Huế).

## Các loài
- Chanodichthys abramoides (Dybowski, 1872). Khu vực phân bố: Nga.
- Chanodichthys dabryi (Bleeker, 1871) (cá ngão lưng gù). Khu vực phân bố: từ lưu vực sông Amur tới sông Dương Tử.
- Chanodichthys erythropterus (Basilewsky, 1855) - cá ngão (cá thiểu). Khu vực phân bố: hồ Buir ở Mông Cổ, Đài Loan, từ sông Amur tới sông Hồng.
- Chanodichthys mongolicus (Basilewsky, 1855) (cá ngão vây đỏ Mông Cổ). Khu vực phân bố: hồ Buir, lưu vực sông Onon và Kherlen ở Mông Cổ; lưu vực sông Amur tới Dương Tử.
- Chanodichthys oxycephalus (Bleeker, 1871). Khu vực phân bố: sông Dương Tử.